# Наталія Мей
Наталія Мей (ест. Natalie Mei, 10 січня 1900 — 29 липня 1975) — естонська художниця і графік.

## Життєпис
Народилася на естонському острові Хіюмаа і була однією з п'яти дітей у сім'ї моряка. Три сестри отримали визнання, Лідія і Наталія — у течії «Нова предметність», що торкнулася естонського мистецтва у 1920-х роках, а Крістіна стала скульптором.
У 1912 році сім'я переїхала до Таллінна, де в 1917 році Наталія закінчила жіночу гімназію. У 1917-18 роках жила у Санкт-Петербурзі, де недовго навчалася у петербурзькій Академії мистецтв.
У 1919 році відбулась її перша виставка у «Палласі» в Тарту.
Відома як дизайнер костюмів та викладачка Таллінського художнього інституту.
Померла 1975 року і похована у Таллінні.
Існує премія і фонд і мені Наталії Мей.